# Гней Фульвій Центумал (консул 229 року до н. е.)
Гней Фульвій Центумал (лат. Gnaeus Fulvius Centumalus; III століття до н. е.) — військовий діяч Римської республіки, консул 229 року до н. е.

## Життєпис
Походив з впливового плебейського роду Фульвіїв. Син Гнея Фульвія Максима Центумала, консула 298 року до н. е.  
У 229 році до н. е. був обраний консулом разом з Луцієм Постумієм Альбіном. Навесні 229 року до н. е. сенат послав римський флот у складі 200 кораблів на чолі з Гнеєм Фульвієм до Адріатичного моря, до Керкіри і Аполлонії, щоб розсіяти морських піратів, які були господарями моря. Узбережжя Іллірії служило базою для піратів, яким протегували правителі іллірійських царства, які водночас перебували в союзі з Македонією, з якою Рим був у ворожих відносинах.
За сприяння Ахейського і Етолійського союзів Гней Фульвій розсіяв піратів, а Аполлонія добровільно здалася римлянам, просячи у них захисту. Військам Фульвія Центумала також надали підтримку племена узбережжя Адріатики.
На початку 228 року до н. е. цариця Іллірії Тевта змушена була відмовитися від ведення війни і запросила миру. За укладеним договором до Риму переходили Керкіра і берегова смуга Адріатики з Епідамном та іншими містами. Самі іллірійці вимушені були відійти вглиб країни, їхнім кораблям заборонялося плавати південніше острова Лісс. Плавання торгових суден також було обмежено. Іллірійці зобов'язувалися платити Риму щорічну данину. Рим отримав на Адріатичному морі сильну морську базу, необхідну в зв'язку війнами з галлами і Македонією, що насувалися.
По поверненню до Риму Гней Фульвій отримав тріумф. Подальша доля його невідома.